# Исламова, Лилия Фатхеловна
Лилия Фатхеловна Исламова (1972) —  российская женщина-борец вольного стиля, чемпионка Европы.

## Биография
В течение пяти лет занималась спортивной гимнастикой в нижнекамской ДЮСШ № 1 у Татьяны Жадовской. В 15 лет увидела объявление о наборе в секцию по вольной борьбе. Занималась вольной борьбой в спортивной школе «Нефтехимик». В мае 1993 года в Иваново на первом чемпионате Европы по женской борьбе стала победителем. После завершения спортивной карьеры работает тренером-преподавателем по вольной борьбе ДЮСШ Нижнекамска.

## Спортивные результаты
- Чемпионат Европы по борьбе 1993 — ;
- Чемпионат мира по борьбе 1993 — 9;
- Чемпионат мира по борьбе 1994 — 6;